# Ивнинг Шејд (Арканзас)
Ивнинг Шејд (енгл. Evening Shade) град је у америчкој савезној држави Арканзас.

## Демографија
По попису из 2010. године број становника је 432, што је 33 (-7,1%) становника мање него 2000. године.
| Група             | 2000.       | 2010.       |
| Белци             | 458 (98,5%) | 414 (95,8%) |
| Афроамериканци    | 0 (0,0%)    | 8 (1,9%)    |
| Азијати           | 0 (0,0%)    | 0 (0,0%)    |
| Хиспаноамериканци | 1 (0,2%)    | 4 (0,9%)    |
| Укупно            | 465         | 432         |